# Qatar ExxonMobil Open 1999 - Qualificazioni singolare
Le qualificazioni del singolare  del Qatar ExxonMobil Open 1999 sono state un torneo di tennis preliminare per accedere alla fase finale della manifestazione. I vincitori dell'ultimo turno sono entrati di diritto nel tabellone principale. In caso di ritiro di uno o più giocatori aventi diritto a questi sono subentrati i lucky loser, ossia i giocatori che hanno perso nell'ultimo turno ma che avevano una classifica più alta rispetto agli altri partecipanti che avevano comunque perso nel turno finale.
Le qualificazioni del torneo Qatar ExxonMobil Open 1999 prevedevano 32 partecipanti di cui 4 sono entrati nel tabellone principale.

## Teste di serie
1. Martin Damm (primo turno)
2. Kenneth Carlsen (Qualificato)
3. Laurence Tieleman (ultimo turno)
4. Johan Van Herck (primo turno)

1. Orlin Stanojčev (primo turno)
2. Rainer Schüttler (Qualificato)
3. Lars Burgsmüller (secondo turno)
4. Renzo Furlan (primo turno)

## Qualificati
1. Christophe Van Garsse
2. Kenneth Carlsen

1. Rainer Schüttler
2. Stéphane Huet

## Tabellone

### Legenda
| - Q = Qualificato - WC = Wild card - LL = Lucky loser | - ALT = Alternate - SE = Special Exempt - PR = Protected Ranking | - w/o = Walkover - r = Ritirato - d = Squalificato |

### Sezione 1
|  | Primo turno       | Primo turno           | Primo turno           | Primo turno | Primo turno |  |  | Secondo turno         | Secondo turno         | Secondo turno         | Secondo turno | Secondo turno |   |   | Ultimo turno          | Ultimo turno          | Ultimo turno          | Ultimo turno | Ultimo turno |  |
|  |                   |                       |                       |             |             |  |  |                       |                       |                       |               |               |   |   |                       |                       |                       |              |              |  |
|  |                   | Christophe Van Garsse | Christophe Van Garsse | 7           | 6           |  |  |                       |                       |                       |               |               |   |   |                       |                       |                       |              |              |  |
|  | 1                 | Martin Damm           | Martin Damm           | 5           | 4           |  |  | Christophe Van Garsse | Christophe Van Garsse | Christophe Van Garsse | 6             | 7             |   |   |                       |                       |                       |              |              |  |
|  | Michael Sell      | Michael Sell          | Michael Sell          | 6           | 6           |  |  | Michael Sell          | Michael Sell          | Michael Sell          | 2             | 5             |   |   |                       |                       |                       |              |              |  |
|  | Alex O'Brien      | Alex O'Brien          | Alex O'Brien          | 3           | 3           |  |  |                       |                       |                       |               |               |   |   | Christophe Van Garsse | Christophe Van Garsse | Christophe Van Garsse | 6            | 6            |  |
|  | George Bastl      | George Bastl          | 7                     | 4           | 7           |  |  |                       |                       | George Bastl          | George Bastl  | George Bastl  | 3 | 2 |                       |                       |                       |              |              |  |
|  | Cristiano Caratti | Cristiano Caratti     | 5                     | 6           | 5           |  |  |                       | George Bastl          | George Bastl          | 6             | 6             |   |   |                       |                       |                       |              |              |  |
|  | 7                 | Lars Burgsmüller      | Lars Burgsmüller      | 6           | 6           |  |  | 7                     | Lars Burgsmüller      | Lars Burgsmüller      | 4             | 2             |   |   |                       |                       |                       |              |              |  |
|  |                   | Olivier Delaître      | Olivier Delaître      | 2           | 1           |  |  |                       |                       |                       |               |               |   |   |                       |                       |                       |              |              |  |

### Sezione 2
|  | Primo turno               | Primo turno               | Primo turno               | Primo turno | Primo turno |  |  | Secondo turno   | Secondo turno   | Secondo turno   | Secondo turno | Secondo turno |   |   | Ultimo turno | Ultimo turno    | Ultimo turno    | Ultimo turno | Ultimo turno |  |
|  |                           |                           |                           |             |             |  |  |                 |                 |                 |               |               |   |   |              |                 |                 |              |              |  |
|  | 2                         | Kenneth Carlsen           | 6                         | 3           | 6           |  |  |                 |                 |                 |               |               |   |   |              |                 |                 |              |              |  |
|  |                           | Patrik Fredriksson        | 3                         | 6           | 1           |  |  | 2               | Kenneth Carlsen | Kenneth Carlsen | 6             | 6             |   |   |              |                 |                 |              |              |  |
|  | Lars Jonsson              | Lars Jonsson              | Lars Jonsson              | 6           | 6           |  |  |                 | Lars Jonsson    | Lars Jonsson    | 2             | 4             |   |   |              |                 |                 |              |              |  |
|  | Mohammed-Abdullah Shaheen | Mohammed-Abdullah Shaheen | Mohammed-Abdullah Shaheen | 1           | 0           |  |  |                 |                 |                 |               |               |   |   | 2            | Kenneth Carlsen | Kenneth Carlsen | 6            | 6            |  |
|  | Fredrik Jonsson           | Fredrik Jonsson           | Fredrik Jonsson           | 6           | 6           |  |  |                 |                 |                 | Răzvan Sabău  | Răzvan Sabău  | 0 | 1 |              |                 |                 |              |              |  |
|  | Jan Apell                 | Jan Apell                 | Jan Apell                 | 3           | 4           |  |  | Fredrik Jonsson | Fredrik Jonsson | 6               | 6             | 4             |   |   |              |                 |                 |              |              |  |
|  |                           | Răzvan Sabău              | Răzvan Sabău              | 7           | 6           |  |  | Răzvan Sabău    | Răzvan Sabău    | 7               | 4             | 6             |   |   |              |                 |                 |              |              |  |
|  | 8                         | Renzo Furlan              | Renzo Furlan              | 6           | 4           |  |  |                 |                 |                 |               |               |   |   |              |                 |                 |              |              |  |

### Sezione 3
|  | Primo turno     | Primo turno               | Primo turno               | Primo turno | Primo turno |  |  | Secondo turno | Secondo turno     | Secondo turno     | Secondo turno    | Secondo turno |   |   | Ultimo turno | Ultimo turno      | Ultimo turno | Ultimo turno | Ultimo turno |  |
|  |                 |                           |                           |             |             |  |  |               |                   |                   |                  |               |   |   |              |                   |              |              |              |  |
|  | 3               | Laurence Tieleman         | Laurence Tieleman         | 6           | 6           |  |  |               |                   |                   |                  |               |   |   |              |                   |              |              |              |  |
|  |                 | Mohammed-Jassim Al Kuwari | Mohammed-Jassim Al Kuwari | 0           | 1           |  |  | 3             | Laurence Tieleman | Laurence Tieleman | 6                | 6             |   |   |              |                   |              |              |              |  |
|  | Karsten Braasch | Karsten Braasch           | 7                         | 4           | 6           |  |  |               | Karsten Braasch   | Karsten Braasch   | 1                | 4             |   |   |              |                   |              |              |              |  |
|  | Maks Mirny      | Maks Mirny                | 5                         | 6           | 4           |  |  |               |                   |                   |                  |               |   |   | 3            | Laurence Tieleman | 7            | 3            | 2            |  |
|  | Lionel Roux     | Lionel Roux               | Lionel Roux               | 6           | 6           |  |  |               |                   | 6                 | Rainer Schüttler | 6             | 6 | 6 |              |                   |              |              |              |  |
|  | David DiLucia   | David DiLucia             | David DiLucia             | 4           | 3           |  |  |               | Lionel Roux       | Lionel Roux       | 1                | 4             |   |   |              |                   |              |              |              |  |
|  | 6               | Rainer Schüttler          | Rainer Schüttler          | 6           | 6           |  |  | 6             | Rainer Schüttler  | Rainer Schüttler  | 6                | 6             |   |   |              |                   |              |              |              |  |
|  |                 | Sultan Khalfan Al Alawi   | Sultan Khalfan Al Alawi   | 4           | 1           |  |  |               |                   |                   |                  |               |   |   |              |                   |              |              |              |  |

### Sezione 4
|  | Primo turno               | Primo turno               | Primo turno               | Primo turno | Primo turno |  |  | Secondo turno    | Secondo turno    | Secondo turno | Secondo turno | Secondo turno |   |   | Ultimo turno    | Ultimo turno    | Ultimo turno | Ultimo turno | Ultimo turno |  |
|  |                           |                           |                           |             |             |  |  |                  |                  |               |               |               |   |   |                 |                 |              |              |              |  |
|  |                           | Andrej Čerkasov           | Andrej Čerkasov           | 6           | 6           |  |  |                  |                  |               |               |               |   |   |                 |                 |              |              |              |  |
|  | 4                         | Johan Van Herck           | Johan Van Herck           | 2           | 1           |  |  | Andrej Čerkasov  | Andrej Čerkasov  | 6             | 2             | 6             |   |   |                 |                 |              |              |              |  |
|  | Jacobo Diaz-Ruiz          | Jacobo Diaz-Ruiz          | Jacobo Diaz-Ruiz          | 6           | 6           |  |  | Jacobo Diaz-Ruiz | Jacobo Diaz-Ruiz | 3             | 6             | 3             |   |   |                 |                 |              |              |              |  |
|  | Andrej Stoljarov          | Andrej Stoljarov          | Andrej Stoljarov          | 2           | 0           |  |  |                  |                  |               |               |               |   |   | Andrej Čerkasov | Andrej Čerkasov | 3            | 6            | 3            |  |
|  | Jared Palmer              | Jared Palmer              | Jared Palmer              | 6           | 6           |  |  |                  |                  | Stéphane Huet | Stéphane Huet | 6             | 3 | 6 |                 |                 |              |              |              |  |
|  | Nasser-Ghanim Al Khulaifi | Nasser-Ghanim Al Khulaifi | Nasser-Ghanim Al Khulaifi | 2           | 1           |  |  | Jared Palmer     | Jared Palmer     | 6             | 3             | 1             |   |   |                 |                 |              |              |              |  |
|  |                           | Stéphane Huet             | 4                         | 6           | 6           |  |  | Stéphane Huet    | Stéphane Huet    | 1             | 6             | 6             |   |   |                 |                 |              |              |              |  |
|  | 5                         | Orlin Stanojčev           | 6                         | 3           | 1           |  |  |                  |                  |               |               |               |   |   |                 |                 |              |              |              |  |